# Petrovany
Petrovany es un municipio del distrito de Prešov en la región de Prešov, Eslovaquia, con una población estimada a final del año 2024 de 2036 habitantes.
Se encuentra ubicado en el centro-sur de la región, en el valle del río Torysa (cuenca hidrográfica del río Tisza) y cerca de la frontera con la región de Košice.

## Demografía
| Año        | 1994 | 2004     | 2014    | 2024    |
| ---------- | ---- | -------- | ------- | ------- |
| Población  | 1617 | 1794     | 1858    | 2036    |
| Diferencia |      | +10,94 % | +3,56 % | +9,58 % |

| Año        | 2023 | 2024    |
| ---------- | ---- | ------- |
| Población  | 2014 | 2036    |
| Diferencia |      | +1,09 % |